# Potkultura
Potkultura ili supkultura (nepravilno neizjednačeno podkultura i subkultura), skup je normi, vrednosti i obrazaca ponašanja koji razlikuju kulturu jedne grupe ljudi od kulture šire zajednice kojoj ta grupa pripada. Supkultura je poseban, relativno zatvoren segment opšte kulture. Za sve pripadnike određene supkulture zajedničko je da članovi dele ista uverenja, običaje, vrednosti a često i način oblačenja, ishrane, ponašanja i moralnih normi. U drugoj polovini 1960-ih godina nastaju mnogi društveni pokreti, a zajedno sa njima mnoge potkulture čije je zajedničko ime kontrakultura. Prvi koji su proučavali pojam potkulture u sociologiji su bili pripadnici Čikaške škole. 
Govoreći o potkulturi najčešće se govori o potkulturi mladih. Muzika ima veliku ulogu u nastajanju potkulturnih grupa a i omladinske potkulture sa obično definišu u odnosu na muziku. Članovi potkulturnih grupa međusobno se razlikuju, osim po stavovima i ciljevima, i po izgledu, spoljašnjim obeležjima i interesovanjima. Neke od najpoznatijih omladinskih potkultura su: hipici, rokeri, metalci, pankeri, skinsi, rastafarijanci, hip-hoperi... Odnos potkulture i dominantne kulture može biti sledeći: prihvatanje dominantne kulture, odvojenost od dominantne kulture, bez suprotstavljanja, otpor prema dominantnoj kulturi (kontrakultura ili alternativna kultura). Karakteristike potkulturnih grupa su: samoorganizovanost, zajednička interesovanja, karakterističan naziv, relativna trajnost, uzrast, nepropisanost uloga i način ponašanja.

## Definicije
Oksfordski rečnik engleskog jezika definiše potkulturu, u pogledu sociološke i kulturne antropologije, kao „podgrupu koja se može identifikovati unutar društva ili grupe ljudi, posebno one koju karakterišu verovanja ili interesi koji su u suprotnosti sa onima veće grupe; karakteristične ideje, prakse, odnosno način života takve podgrupe.“
Još 1950, Dejvid Rizman je pravio razliku između većine, „koja je pasivno prihvatala komercijalno obezbeđene stilove i značenja, i 'potkulture' koja je aktivno tražila manjinski stil... i tumačila ga u skladu sa subverzivnim vrednostima”. U svojoj knjizi Potkultura: Značenje stila iz 1979. godine, Dik Hebdidž je tvrdio da je potkultura podverzija normalnosti. On je napisao da se potkulture mogu posmatrati kao negativne zbog njihove prirode kritike dominantnog društvenog standarda. Hebdidž je tvrdio da potkultura okuplja istomišljenike koji se osećaju zanemareno od strane društvenih standarda i omogućava im da razviju osećaj identiteta.
Sociolozi Gari Alan Fajn i Šeril Klajnman su tvrdili da je njihovo istraživanje iz 1979. pokazalo da je potkultura, grupa koja služi da motiviše potencijalnog člana da usvoji artefakte, ponašanja, norme i vrednosti karakteristične za grupu.

## Istorija studija
Evolucija potkulturalnih studija ima tri glavna koraka: devijantnost, otpornost i devijantnost.

### Potkulture i devijantnost
Najranije sociološke studije o potkulturama potiču iz takozvane Čikaške škole, koja ih je tumačila kao oblike devijantnosti i delinkvencije. Počevši od onoga što su nazvali teorijom društvene dezorganizacije, tvrdili su da su se potkulture pojavile s jedne strane zbog nedostatka socijalizacije nekih sektora stanovništva sa glavnom kulturom, as druge, zbog usvajanja alternativnih aksioloških i normativnih modela. Kao što su Robert E. Park, Ernest Burges i Luis Virt sugerisali, putem procesa selekcije i segregacije, u društvu se tako pojavljuju „prirodne oblasti“ ili „moralne regije“ gde se devijantni modeli koncentrišu i ponovo pojačavaju; oni ne prihvataju ciljeve ili sredstva delovanja koje nudi popularna kultura, predlažući drugačije umesto njih – postajući na taj način, u zavisnosti od okolnosti, inovatori, buntovnici ili povučenici (Ričard Klovard i Lojd Ohlin).
Potkulture, međutim, nisu samo rezultat alternativnih strategija delovanja već i procesa etiketiranja na osnovu kojih ih, kako objašnjava Hauard S. Beker, društvo definiše kao autsajdere. Kako Koen pojašnjava, stil svake potkulture, koji se sastoji od imidža, ponašanja i jezika, postaje njena prepoznatljiva osobina. A progresivno usvajanje potkulturnog modela od strane pojedinca će mu/joj obezbediti rastući status u ovom kontekstu, ali će ga/je često, u tandemu, lišiti statusa u širem društvenom kontekstu izvan mesta gde preovladava drugačiji model. Koen je koristio izraz 'Dečaci iz ugla' koji nisu bili u stanju da se takmiče sa svojim bolje obezbeđenim i pripremljenim vršnjacima. Ova omladina niže klase nije imala jednak pristup resursima, što je rezultiralo u statusu frustracije, marginalizacije i traženja rešenja.

## Urbana plemena
Godine 1985, francuski sociolog Mišel Mafezoli skovao je termin urbano pleme ili neoplemenstvo. Taj termin je poprimio široku upotrebu nakon objavljivanja njegovog rada Vreme plemena (1988). Godine 1996, ova je knjiga objavljena na engleskom. Prema Mafezoliju, urbana plemena su mikrogrupe ljudi koji dele zajedničke interese u urbanim područjima. Pripadnici ovih relativno malih grupa obično imaju slične svetonazore, stilove odevanja i obrasce ponašanja. Njihove društvene interakcije uglavnom su neformalne i emocionalno opterećene, različite od korporativno-buržoaskih kultura kasnog kapitalizma, utemeljenih na nepristrasnoj logici. Mafezoli tvrdi da su pankeri tipičan primjer „urbanog plemena”. U kontekstu potrošačke kulture, pojam potrošačkih plemena ukazuje na prolazne grupe pojedinaca koji često dele zajednički interes i potkulturu, oni često fluktuiraju oko zajedničkog hobija ili interesa, ali im nedostaju stalne društvene veze koje bi postale brend zajednica.

## Potkulture zasnovane na polnom i rodnom identitetu
Seksualna revolucija 1960-ih dovela je do kontrakulturalnog odbacivanja uspostavljenih seksualnih i rodnih normi u zapadnom svetu, posebno u urbanim područjima Evrope, Severne i Južne Amerike, Australije i bele Južne Afrike. Popustljivije društveno okruženje u ovim oblastima dovelo je do proliferacije seksualnih potkultura — kulturnih izraza nenormativne seksualnosti. Kao i kod drugih potkultura, seksualne potkulture su usvojile određene stilove mode i gestova da bi se razlikovale od glavne zapadne kulture.
Aspekti seksualnih potkultura mogu varirati duž drugih kulturnih linija. Na primer, u Sjedinjenim Državama, dole-nisko je žargonski izraz koji se posebno koristi u afroameričkoj zajednici za označavanje crnih ljudi koji se obično identifikuju kao heteroseksualci, ali aktivno traže seksualne susrete i odnose sa drugim muškarcima, praktikuju gej krstarenje, i često usvajaju specifičnu hip-hop odeću tokom ovih aktivnosti. Oni izbegavaju da govore o ovim informacijama, čak i ako imaju seksualne partnere(e), oženjeni su ženom ili su slobodni.

## Supkultura u popularnoj muzici
U okviru studija kulture, članovi supkulturnih grupa/zajednica dele istu ili sličnu biografsku pripadnost, koja može biti kulturna, modna, muzička, a uz to dele i suštinska interesovanja. U popularnoj muzici, supkulture se mogu razmatrati u okviru različitih podžanrovskih odrednica. Muzičke prakse u popularnoj muzici blisko prate i socijalne koje se kategorišu kao supkulture.
Među prvim klubovima, u prestonici Srbije, koji su negovali muziku supkultura, često se navodi "Akademija" - klub koji je bio smešten u podrumskim prostorijama Fakulteta likovnih umetnosti u Beogradu u Rajićevoj ulici.
Najtransparentnija manifestacija u Srbiji, koja predstavlja autore iz različitih umetničkih supkultura, među kojima se najviše ističe muzika, jeste Festival srpskog podzemlja.
Svetski dan Gotik supkulture obeležava se tradicionalno 22. maja, a ovaj datum bio je više puta obeležen i u Srbiji i to nastupima domaćih gotik bendova.

### Muzički žanrovi koji se mogu svrstati u supkulture:
- Alternativni pop
- Dramenbejs (drum and bass)
- Emo
- Gotik metal
- Kej-pop (K-pop, Korean pop)
- Hevi metal
- Indi pop (Indy pop)
- Pank (punk)

## Literatura
- Cante, Richard C. (март 2009). Gay Men and the Forms of Contemporary US Culture. London, England: Ashgate Publishing. ISBN 978-0-7546-7230-2.
- Gelder, Ken Gelder, Ken (2007). Subcultures: Cultural Histories and Social Practice. Routledge. ISBN 978-0-415-37952-6. (Routledge, March 2007; softcover )
- Hebdige, Dick Hebdige, Dick (1979). Subculture: The Meaning of Style. Routledge. ISBN 0-415-03949-5. (Routledge, March 10, 1981; softcover ). Cited in Negus, Keith Popular Music in Theory: An Introduction. Wesleyan University Press. 1996. ISBN 0-8195-6310-2.. .
- Huq, Rupa (2006) 'Beyond subculture' (Routledge, 2006; softcover Huq, Rupa (2006). Beyond Subculture: Pop, Youth and Identity in a Postcolonial World. Routledge. ISBN 0-415-27815-5.. Hardcover Huq, Rupa (2006). Beyond Subculture: Pop, Youth and Identity in a Postcolonial World. Routledge. ISBN 0-415-27814-7.)
- Maffesoli, Michel (1996). The Time of the Tribes: The Decline of Individualism in Mass Society. ISBN 0-8039-8474-X.. (London: Sage Publications. )
- McKay, George McKay, George (1996). Senseless Acts of Beauty: Cultures of Resistance since the Sixties. Verso Books. ISBN 1-85984-028-0.. (London: Verso. .)
- McKay, George (2005). Circular Breathing: The Cultural Politics of Jazz in Britain. Durham NC: Duke University Press. ISBN 0-8223-3573-5.. .
- Riesman, David Middleton, Richard (1950). „Listening to popular music”. American Quarterly, 2, p. 359-71. Cited in Middleton, Richard (1990/2002). Studying Popular Music. McGraw-Hill Education (UK). ISBN 0-335-15275-9., p. 155. Philadelphia: Open University Press. .
- Thornton, Sarah (1995). Club Cultures: Music, Media, and Subcultural Capital. Cambridge: Polity Press. Cited in Negus, Keith (1996). Popular Music in Theory: An Introduction. Wesleyan University Press. ISBN 0-8195-6310-2.. .
- Watters, Ethan (2003). Urban Tribes: A Generation Redefines Friendship, Family, and Commitment. ISBN 1-58234-264-4.. .
- Hall, Stuart, Tony Jefferson (1993). Resistance Through Rituals: Youth Subcultures in Post-War Britain. Routledge, 1993.
- Blair, M. Elizabeth (децембар 1993). „Commercialization of the Rap Music Youth Subculture”. The Journal of Popular Culture. 27 (3): 21—33. doi:10.1111/j.0022-3840.1993.00021.x. ProQuest 195356599.
- Goldstein-Gidoni, Ofra (2003). „Producers of 'Japan' in Israel: Cultural appropriation in a non-colonial context.”. Ethnos:Journal of Anthropology. 68 (3).: 365. Print.
- Lewin, Phillip, J. Patrick Williams. "Reconceptualizing Punk through Ideology and Authenticity". Conference Papers—American Sociological Association. 2007 Conference Papers, 2007.
- Howes, David. (1996). Cross-cultural consumption: global markets, local realities. New York: Routledge.. Print.
- Fine, Gary Alan; Kleinman, Sherryl (јул 1979). „Rethinking Subculture: An Interactionist Analysis”. American Journal of Sociology. 85 (1): 1—20. S2CID 144955053. doi:10.1086/226971.
- Francois, L. (2013, May 25). Subcultures: Big Opportunity for Social Brands to Generate Value. Retrieved November 24, 2014, from http://www.socialmediatoday.com/content/subcultures-big-opportunity-social-brands-generate-value
- Huntington, S. (2014, March 24). Subcultures and Social Media: Mass Differentiation. Retrieved November 24, 2014, from http://socialmediadata.com/subcultures-and-social-media-mass-differentiation/
- Robards, Brady; Bennett, Andy (1. 4. 2011). „MyTribe: Post-subcultural Manifestations of Belonging on Social Network Sites”. Sociology. 45 (2): 303—317. S2CID 146711846. doi:10.1177/0038038510394025. hdl:10072/39970 .
- Беляев, И. А. Культура, субкультура, контркультура / И. А. Беляев, Н. А. Беляева // Духовность и государственность. Сборник научных статей. Выпуск 3; под ред. И. А. Беляева. — Оренбург: Филиал УрАГС в г. Оренбурге, 2002. — С. 5–18.
- Berzano, L., Genova, C. (2015). Lifestyles and Subcultures. History and a New Perspective. New York, NY: Routledge.

## Spoljašnje vedze
- Disjuncture and Difference in the Global Economy
- „Key youth subcultures from Lenin to our day”. Архивирано на веб-сајту  (1. мај 2011)
- Subcultures: Big Opportunities for Social Brands to Generate Value
- Etsy Touts the Economic Power of Its Small Business Owner--Even If They Make $100 a Year